# Tolypeutes
Tolypeutes è un genere di armadilli sudamericani comprendente due specie:
- Tolypeutes matacus - armadillo dalle 3 fasce
- Tolypeutes tricinctus - bolita

Questi animali si contraddistinguono per la capacità di appallottolarsi formando una sfera quasi perfettamente liscia ed assai difficoltosa da forzare per la maggior parte degli animali.